# 宗関寺
宗関寺（そうかんじ）は、東京都八王子市にある曹洞宗の寺院。

## 歴史
延喜年間（901年 - 923年）、妙行によって開山された。当初は「牛頭山神護寺」という名称であった。
1564年（永禄7年）、八王子城の城主だった北条氏照が舜悦を招聘して再興した。しかし1590年（天正18年）、豊臣秀吉の小田原攻めの戦火で焼失、氏照も切腹となった。舜悦は氏照の菩提を弔うため1592年（文禄元年）に再々興した。その際に、氏照の戒名と禅室から「朝遊山宗関寺」に改称した。
元々は、現在地よりも400メートル山奥にある「北条氏照墓」のそばに位置していたが、1892年（明治25年）に現在地に移転した。

## 文化財
- 宗関寺銅造梵鐘（八王子市指定有形文化財 昭和39年7月23日指定）[3]

## 交通アクセス
- 路線バス宗関寺停留所より徒歩1分。